# عيران ييك

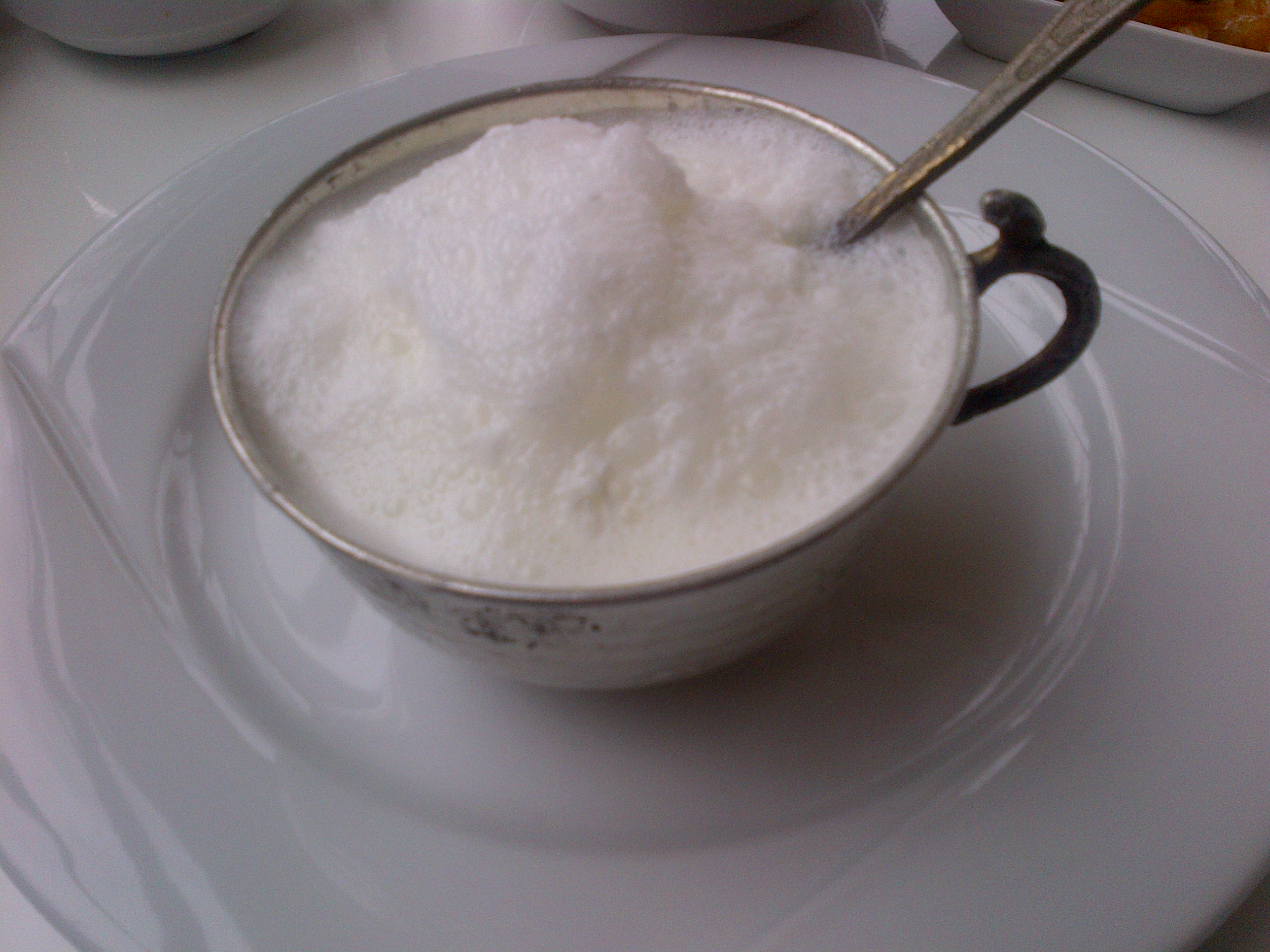
عيران ييك في كوب معدني

عيران يَيِك (بالتركية: Yayık ayranı) أو عيران كَتِك (بالتركية: Katık ayranı) أو جَلْكَمة (بالتركية: Çalkama) هو مشروب تركي تقليدي ينتج من المخيض والماء والملح. يُحضر في ممخضة أو أكياس جلدية، وهو مختلف عن العيران حتى إن تشابهت الأسماء.  يمكن استخدام حليب الماعز أو الأغنام أو البقر لإنتاجه. يمكن أيضًا الحصول على أجبان معينة من الخثارة الحمضية مثل الجُكِلِك من عيران ييك عند تسخينها. شراؤه ليس متاحًا أسواق الجملة لأنه لا يُنتج على نطاق صناعي لكنه متاحٌ في الأسواق المحلية.

## تصنيعه
عيران يَيِك مصنوع من اللبن الزبادي والماء والملح. ينتج في الغالب في المجتمعات الريفية للاستهلاك المحلي أثناء صناعة الزبدة من اللبن. بشكل عام، يتم تخمير الزبادي لإنتاج الزبدة لفترة أطول من المعتاد لإنتاج حمض إضافي. وبالتالي فإن عيران يَيِك له طعم حامض مميز. تشمل بكتيريا حمض اللاكتيك بكتيريا حمض اللبن المعزولة من الزبادي والزبدة المخمرة و Lactobaccillus delbrueckii subsp. و Lactobacillus delbrueckii subsp. bulgaricus، العقدية الحرارية و اللاكتوكوكوس ثنائي الأسيتيل.

### التحريك والتمليح
تصنع المخضات التركية التقليدية لإنتاج الزبدة واللبن من مواد مختلفة مثل جلد الحيوانات (الماعز المجفف والمسلوق أو جلد الغنم) (تسمى الشكوة بالعربية)، وبراميل الخشب، والأواني الفخارية أو المعدنية، على الرغم من أن المخضات التي تعمل بالكهرباء أصبحت شائعة في العصر الحديث. يمكن توفيرالقوة الميكانيكية اللازمة لعملية الخفق من خلال ركوب الحيوانات مثل الخيول والبغال. لوحظت طريقة الإنتاج هذه بشكل خاص بين مجتمعات الرعاة الرحل أثناء هجرات الییلاق [الإنجليزية] الموسمية. هناك أيضًا تقارير قديمة تشير إلى أن المجتمعات المحلية في تركيا كانت تستخدم الغسالات للتحريك.